# Pierre Edmond Teisserenc de Bort

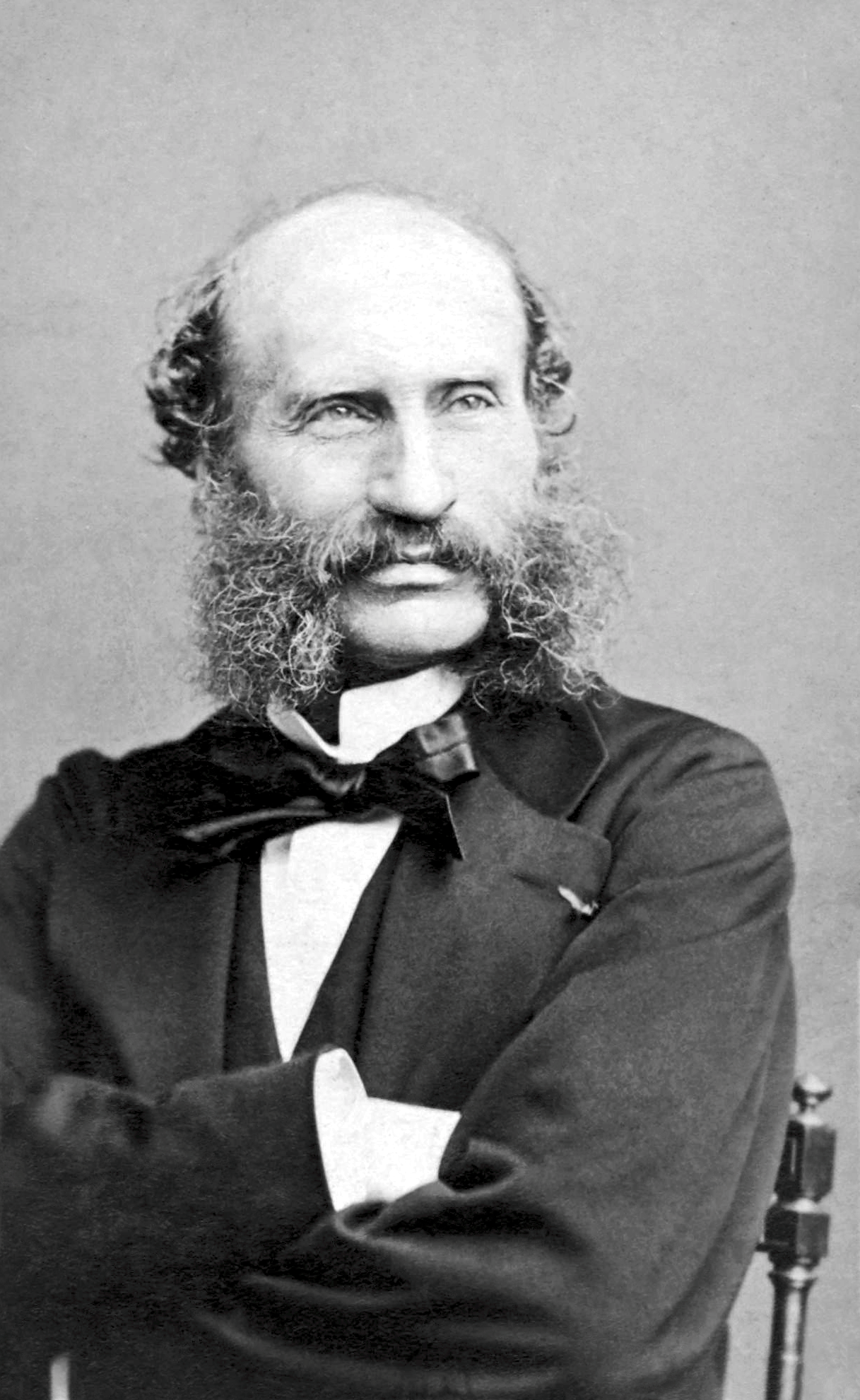
Edmond Teisserenc de Bort

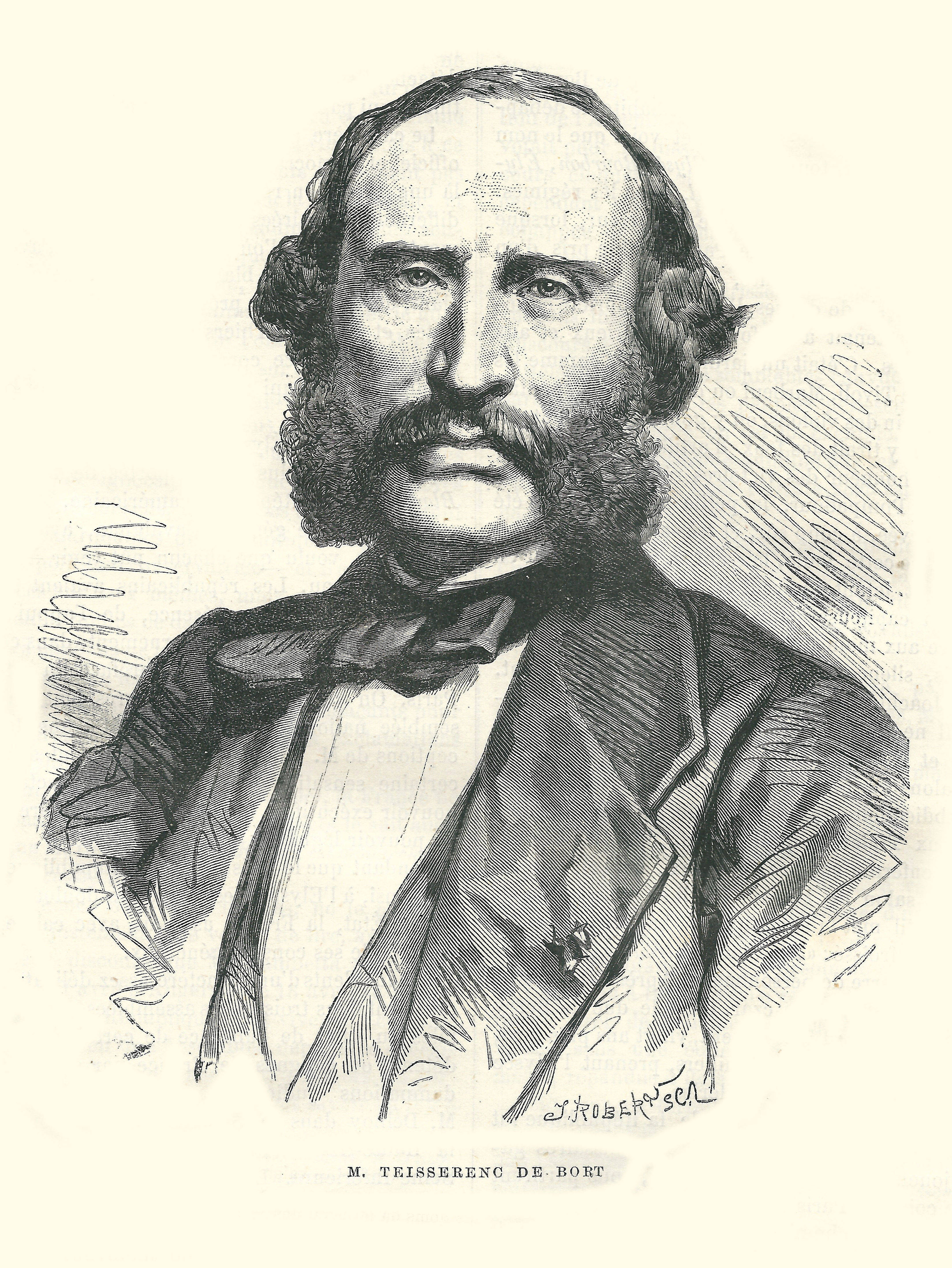
Pierre Edmond Teisserenc de Bort

Pierre Edmond Teisserenc de Bort (* 17. September 1814 in Châteauroux; † 29. Juli 1892 in Paris) war ein französischer Politiker.

## Leben
Pierre Edmond Teisserenc de Bort erhielt seine Ausbildung an der École polytechnique in Paris. 1835 wurde er Ingenieur bei der Verwaltung des Tabaksmonopols. Er war ein Eisenbahnexperte und fungierte als Generalsekretär der 1842 gegründeten Eisenbahnkommission sowie als Regierungskommissar bei verschiedenen Eisenbahngesellschaften. Er veröffentlichte damals u. a.:
- Lettres sur une mission en Angleterre, 1834
- Rapport au ministre des travaux publics, 1843
- Statistique des voies de communication de France, 1845
- Études sur les voies de communications, 2 Bde., 1847

Das Département Hérault wählte Teisserenc 1846 in die Abgeordnetenkammer; er zog sich aber infolge der Februarrevolution 1848 ins Privatleben zurück. Er war dann einer der Mitgründer der Eisenbahnkompanie Paris-Lyon-Méditerranée.
Im Februar 1871 wurde Teisserenc Mitglied der Nationalversammlung, wo er sich anfangs dem rechten Zentrum, später dem linken Zentrum anschloss. Er votierte für die Abschaffung der Verbannungsgesetze und das Gesamte der republikanischen Staatsverfassung. Adolphe Thiers ernannte ihn am 23. April 1872 zum Handels- und Landwirtschaftsminister, doch legte Teisserenc am 25. Mai 1873 dieses Amt nieder und trat auf die Seite der konservativen Republikaner. Im Januar 1876 wurde er zum Mitglied des Senats gewählt. Vom 9. März 1876 bis 17. Mai 1877 war er erneut Handelsminister. Im Kabinett von Jules Dufaure übernahm er am 13. Dezember 1877 dasselbe Portefeuille. 1878 eröffnete er die Pariser Ackerbau- und Industrieausstellung, deren Abhaltung er schon 1876 angeregt hatte. Er legte sein Ministerialamt nieder, als infolge des Wechsels in der Präsidentschaft der Republik am 5. Februar 1879 Waddington anstelle Dufaures an die Spitze des neu konstituierten Kabinetts trat. Er ging dann als Botschafter nach Wien, wurde aber bereits im April 1880 wegen gesundheitlichen Problemen von diesem Posten abberufen. 1882 wurde er erneut Mitglied im Senat, in dem er die republikanische Staatsform gegen die Bewegung von Georges Boulanger verteidigte. 
Teisserenc war Ritter der Ehrenlegion. Sein Sohn Léon wurde ein berühmter Meteorologe; sein zweiter Sohn Edmond war von 1895 bis 1909 Senator. 1892 starb Teisserenc im Alter von 77 Jahren in Paris.